# Tour du Rwanda 2020
La 23e édition du Tour du Rwanda a lieu du 23 février au 1er mars 2020 au Rwanda. L'épreuve commence et se termine à Kigali. Le parcours comprend huit étapes sur une distance totale de 1257,9 kilomètres.
La course fait partie du calendrier UCI Africa Tour 2020 en catégorie 2.1.

## Présentation

### Parcours
Le Tour du Rwanda compte huit étapes pour un parcours total de 1257,9 kilomètres. Les coureurs s'élancent depuis la Kigali Arena.

### Équipes
17 équipes participent à la course - 1 WorldTeams, 4 ProTeams, 8 équipes continentales et 3 équipes nationales :
| WorldTeam- Israel Start-Up Nation ProTeams (4)- Total Direct Énergie - Androni Giocattoli-Sidermec - Nippo Delko One Provence - Team Novo Nordisk Équipes continentales (8)- Benediction Ignite XL - SKOL Adrien Niyonshuti Academy - Bike Aid - Groupement Sportif des Pétroliers - Vino-Astana Motors - BAI-Sicasal-Petro de Luanda - ProTouch - Terengganu Inc-TSG Cycling Team Équipes nationales (3)- Rwanda - Érythrée - Éthiopie |
| |

## Étapes

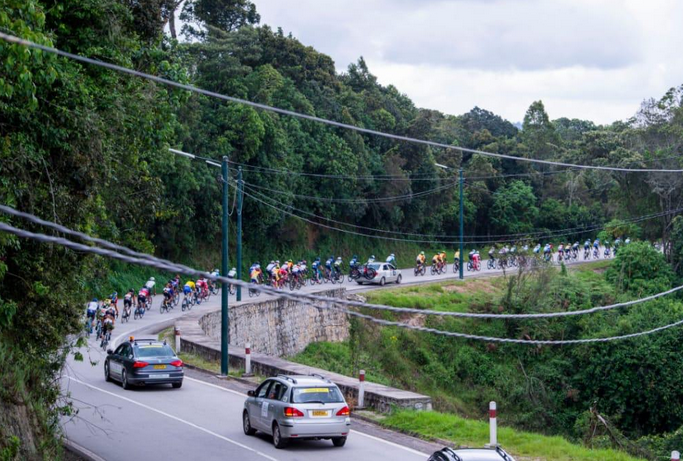
Tour du Rwanda, 25 février 2020.

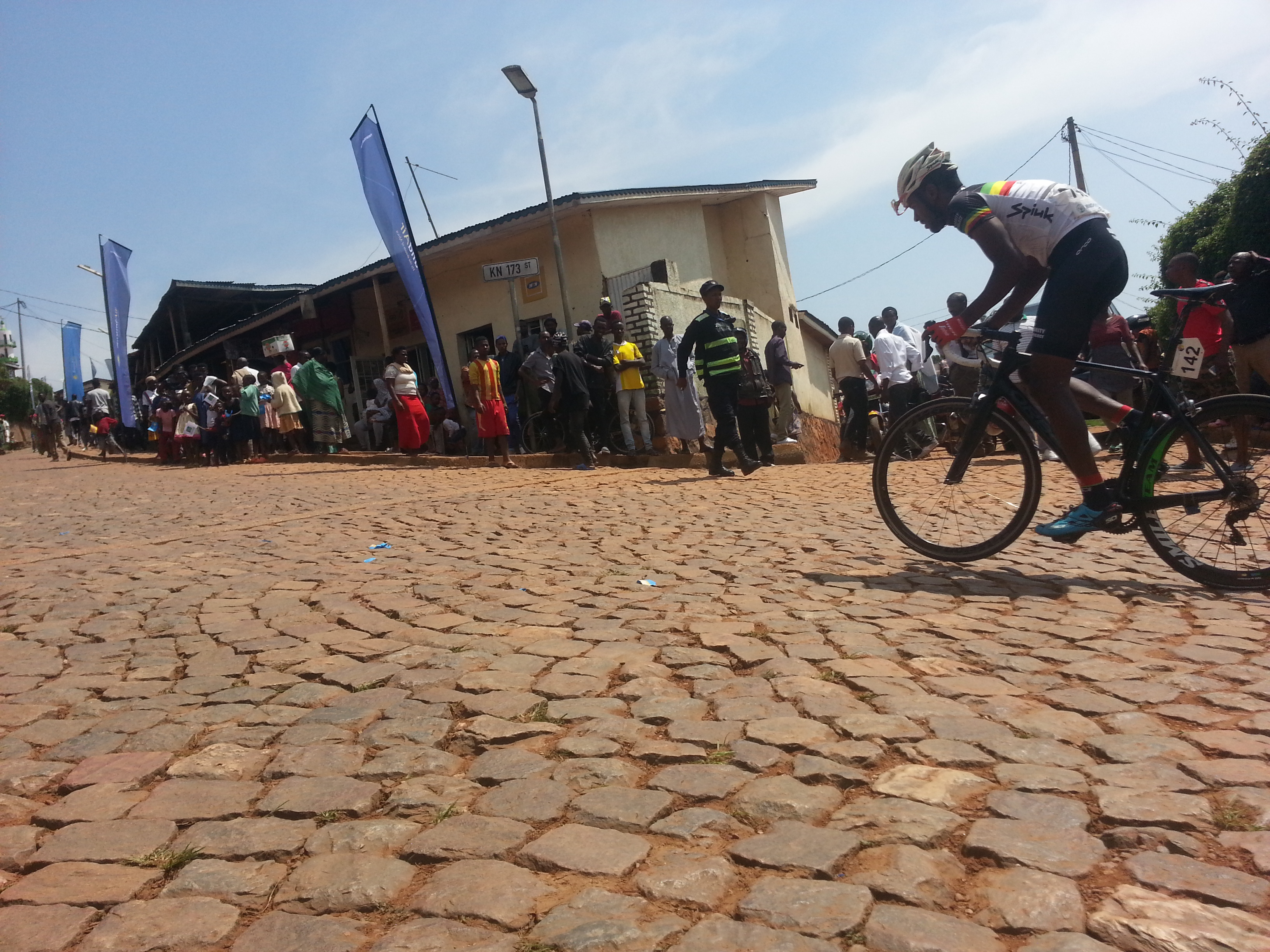
Tour du Rwanda 2020 en cours.

| Étape     | Date    | Villes étapes     | type                        | Distance (km) | Vainqueur d'étape  | Leader du classement général |
| --------- | ------- | ----------------- | --------------------------- | ------------- | ------------------ | ---------------------------- |
| 1re étape | 23 fév. | Kigali – Kigali   | étape de moyenne montagne   | 114,4         | Yevgeniy Fedorov   | Yevgeniy Fedorov             |
| 2e étape  | 24 fév. | Kigali – Huye     | étape de moyenne montagne   | 120,5         | Mulu Hailemichael  | Yevgeniy Fedorov             |
| 3e étape  | 25 fév. | Huye – Rusizi     | étape de moyenne montagne   | 142           | Jhonatan Restrepo  | Biniam Girmay                |
| 4e étape  | 26 fév. | Rusizi – Rubavu   | étape de montagne           | 206,3         | Natnael Tesfatsion | Natnael Tesfatsion           |
| 5e étape  | 27 fév. | Rubavu – Musanze  | étape de montagne           | 84,7          | Jhonatan Restrepo  | Natnael Tesfatsion           |
| 6e étape  | 28 fév. | Musanze – Muhanga | étape de montagne           | 127,3         | Jhonatan Restrepo  | Natnael Tesfatsion           |
| 7e étape  | 29 fév. | Kigali – Kigali   | contre-la-montre individuel | 4,5           | Jhonatan Restrepo  | Natnael Tesfatsion           |
| 8e étape  | 1 mars  | Kigali – Kigali   | étape de montagne           | 89,3          | José Manuel Díaz   | Natnael Tesfatsion           |

## Déroulement de la course

### 1reétape
| \| Classement de l'étape \| Classement de l'étape \| Classement de l'étape \| Classement de l'étape \| Classement de l'étape \| \| Coureur \| Coureur \| Pays \| Équipe \| Temps \| \| --------------------- \| ---------------------- \| --------------------- \| ------------------------------- \| --------------------- \| \| 1er \| Yevgeniy Fedorov \| Kazakhstan \| Vino-Astana Motors \| 2 h 44 min 59 s \| \| 2e \| Henok Mulubrhan \| Érythrée \| Érythrée \| + 15 s \| \| 3e \| Biniam Girmay \| Érythrée \| Nippo-Delko One Provence \| + 18 s \| \| 4e \| Carlos Julián Quintero \| Colombie \| Terengganu Inc-TSG Cycling Team \| + 20 s \| \| 5e \| Patrick Byukusenge \| Rwanda \| Benediction Ignite \| + 21 s \| \| 6e \| Patrick Schelling \| Suisse \| Israel Start-Up Nation \| DQ \| \| 7e \| Natnael Tesfatsion \| Érythrée \| Érythrée \| + 26 s \| \| 8e \| Joseph Areruya \| Rwanda \| Rwanda \| + 26 s \| \| 9e \| Kent Main \| Afrique du Sud \| ProTouch \| + 29 s \| \| 10e \| Daniel Muñoz \| Colombie \| Androni Giocattoli-Sidermec \| + 29 s \| |                        |                |                                 |                 |
| |                        |                |                                 |                 |
| Source : ProCyclingStats |                        |                |                                 |                 |
| Classement de l'étape |                        |                |                                 |                 |
| Coureur | Coureur                | Pays           | Équipe                          | Temps           |
| 1er | Yevgeniy Fedorov       | Kazakhstan     | Vino-Astana Motors              | 2 h 44 min 59 s |
| 2e | Henok Mulubrhan        | Érythrée       | Érythrée                        | + 15 s          |
| 3e | Biniam Girmay          | Érythrée       | Nippo-Delko One Provence        | + 18 s          |
| 4e | Carlos Julián Quintero | Colombie       | Terengganu Inc-TSG Cycling Team | + 20 s          |
| 5e | Patrick Byukusenge     | Rwanda         | Benediction Ignite              | + 21 s          |
| 6e | Patrick Schelling      | Suisse         | Israel Start-Up Nation          | DQ              |
| 7e | Natnael Tesfatsion     | Érythrée       | Érythrée                        | + 26 s          |
| 8e | Joseph Areruya         | Rwanda         | Rwanda                          | + 26 s          |
| 9e | Kent Main              | Afrique du Sud | ProTouch                        | + 29 s          |
| 10e | Daniel Muñoz           | Colombie       | Androni Giocattoli-Sidermec     | + 29 s          |

| \| Classement général \| Classement général \| Classement général \| Classement général \| Classement général \| \| Coureur \| Coureur \| Pays \| Équipe \| Temps \| \| ------------------ \| ---------------------- \| ------------------ \| ------------------------------- \| ------------------ \| \| 1er \| Yevgeniy Fedorov \| Kazakhstan \| Vino-Astana Motors \| 2 h 44 min 59 s \| \| 2e \| Henok Mulubrhan \| Érythrée \| NTT Continental Cycling Team \| + 15 s \| \| 3e \| Biniam Girmay \| Érythrée \| Nippo-Delko One Provence \| + 18 s \| \| 4e \| Carlos Julián Quintero \| Colombie \| Terengganu Inc-TSG Cycling Team \| + 20 s \| \| 5e \| Patrick Byukusenge \| Rwanda \| Benediction Ignite \| + 21 s \| \| 6e \| Patrick Schelling \| Suisse \| Israel Start-Up Nation \| DQ \| \| 7e \| Natnael Tesfatsion \| Érythrée \| NTT Continental Cycling Team \| + 26 s \| \| 8e \| Joseph Areruya \| Rwanda \| \| + 26 s \| \| 9e \| Kent Main \| Afrique du Sud \| ProTouch \| + 29 s \| \| 10e \| Daniel Muñoz \| Colombie \| Androni Giocattoli-Sidermec \| + 29 s \| |                        |                |                                 |                 |
| |                        |                |                                 |                 |
| Source : ProCyclingStats |                        |                |                                 |                 |
| Classement général |                        |                |                                 |                 |
| Coureur | Coureur                | Pays           | Équipe                          | Temps           |
| 1er | Yevgeniy Fedorov       | Kazakhstan     | Vino-Astana Motors              | 2 h 44 min 59 s |
| 2e | Henok Mulubrhan        | Érythrée       | NTT Continental Cycling Team    | + 15 s          |
| 3e | Biniam Girmay          | Érythrée       | Nippo-Delko One Provence        | + 18 s          |
| 4e | Carlos Julián Quintero | Colombie       | Terengganu Inc-TSG Cycling Team | + 20 s          |
| 5e | Patrick Byukusenge     | Rwanda         | Benediction Ignite              | + 21 s          |
| 6e | Patrick Schelling      | Suisse         | Israel Start-Up Nation          | DQ              |
| 7e | Natnael Tesfatsion     | Érythrée       | NTT Continental Cycling Team    | + 26 s          |
| 8e | Joseph Areruya         | Rwanda         |                                 | + 26 s          |
| 9e | Kent Main              | Afrique du Sud | ProTouch                        | + 29 s          |
| 10e | Daniel Muñoz           | Colombie       | Androni Giocattoli-Sidermec     | + 29 s          |

### 2eétape
| \| Classement de l'étape \| Classement de l'étape \| Classement de l'étape \| Classement de l'étape \| Classement de l'étape \| \| Coureur \| Coureur \| Pays \| Équipe \| Temps \| \| --------------------- \| --------------------- \| --------------------- \| ------------------------------- \| --------------------- \| \| 1er \| Mulu Hailemichael \| Éthiopie \| Nippo-Delko One Provence \| 3 h 03 min 21 s \| \| 2e \| Jhonatan Restrepo \| Colombie \| Androni Giocattoli-Sidermec \| + 0 s \| \| 3e \| Biniam Girmay \| Érythrée \| Nippo-Delko One Provence \| + 0 s \| \| 4e \| Didier Munyaneza \| Rwanda \| Benediction Ignite \| + 0 s \| \| 5e \| Sirak Tesfom \| Érythrée \| Érythrée \| + 0 s \| \| 6e \| Mekseb Debesay \| Érythrée \| Bike Aid \| + 0 s \| \| 7e \| Natnael Tesfatsion \| Érythrée \| Érythrée \| + 0 s \| \| 8e \| Romain Cardis \| France \| Total Direct Énergie \| + 0 s \| \| 9e \| Joseph Areruya \| Rwanda \| Rwanda \| + 0 s \| \| 10e \| Metkel Eyob \| Érythrée \| Terengganu Inc-TSG Cycling Team \| + 0 s \| |                    |          |                                 |                 |
| |                    |          |                                 |                 |
| Source : ProCyclingStats |                    |          |                                 |                 |
| Classement de l'étape |                    |          |                                 |                 |
| Coureur | Coureur            | Pays     | Équipe                          | Temps           |
| 1er | Mulu Hailemichael  | Éthiopie | Nippo-Delko One Provence        | 3 h 03 min 21 s |
| 2e | Jhonatan Restrepo  | Colombie | Androni Giocattoli-Sidermec     | + 0 s           |
| 3e | Biniam Girmay      | Érythrée | Nippo-Delko One Provence        | + 0 s           |
| 4e | Didier Munyaneza   | Rwanda   | Benediction Ignite              | + 0 s           |
| 5e | Sirak Tesfom       | Érythrée | Érythrée                        | + 0 s           |
| 6e | Mekseb Debesay     | Érythrée | Bike Aid                        | + 0 s           |
| 7e | Natnael Tesfatsion | Érythrée | Érythrée                        | + 0 s           |
| 8e | Romain Cardis      | France   | Total Direct Énergie            | + 0 s           |
| 9e | Joseph Areruya     | Rwanda   | Rwanda                          | + 0 s           |
| 10e | Metkel Eyob        | Érythrée | Terengganu Inc-TSG Cycling Team | + 0 s           |

| \| Classement général \| Classement général \| Classement général \| Classement général \| Classement général \| \| Coureur \| Coureur \| Pays \| Équipe \| Temps \| \| ------------------ \| ---------------------- \| ------------------ \| ------------------------------- \| ------------------ \| \| 1er \| Yevgeniy Fedorov \| Kazakhstan \| Vino-Astana Motors \| 5 h 48 min 20 s \| \| 2e \| Henok Mulubrhan \| Érythrée \| Érythrée \| + 15 s \| \| 3e \| Biniam Girmay \| Érythrée \| Nippo-Delko One Provence \| + 18 s \| \| 4e \| Carlos Julián Quintero \| Colombie \| Terengganu Inc-TSG Cycling Team \| + 20 s \| \| 5e \| Patrick Byukusenge \| Rwanda \| Benediction Ignite \| + 21 s \| \| 6e \| Natnael Tesfatsion \| Érythrée \| Érythrée \| + 26 s \| \| 7e \| Joseph Areruya \| Rwanda \| Rwanda \| + 26 s \| \| 8e \| Patrick Schelling \| Suisse \| Israel Start-Up Nation \| DQ \| \| 9e \| Mulu Hailemichael \| Éthiopie \| Nippo-Delko One Provence \| + 29 s \| \| 10e \| Mekseb Debesay \| Érythrée \| Bike Aid \| + 29 s \| |                        |            |                                 |                 |
| |                        |            |                                 |                 |
| Source : ProCyclingStats |                        |            |                                 |                 |
| Classement général |                        |            |                                 |                 |
| Coureur | Coureur                | Pays       | Équipe                          | Temps           |
| 1er | Yevgeniy Fedorov       | Kazakhstan | Vino-Astana Motors              | 5 h 48 min 20 s |
| 2e | Henok Mulubrhan        | Érythrée   | Érythrée                        | + 15 s          |
| 3e | Biniam Girmay          | Érythrée   | Nippo-Delko One Provence        | + 18 s          |
| 4e | Carlos Julián Quintero | Colombie   | Terengganu Inc-TSG Cycling Team | + 20 s          |
| 5e | Patrick Byukusenge     | Rwanda     | Benediction Ignite              | + 21 s          |
| 6e | Natnael Tesfatsion     | Érythrée   | Érythrée                        | + 26 s          |
| 7e | Joseph Areruya         | Rwanda     | Rwanda                          | + 26 s          |
| 8e | Patrick Schelling      | Suisse     | Israel Start-Up Nation          | DQ              |
| 9e | Mulu Hailemichael      | Éthiopie   | Nippo-Delko One Provence        | + 29 s          |
| 10e | Mekseb Debesay         | Érythrée   | Bike Aid                        | + 29 s          |

### 3eétape
| \| Classement de l'étape \| Classement de l'étape \| Classement de l'étape \| Classement de l'étape \| Classement de l'étape \| \| Coureur \| Coureur \| Pays \| Équipe \| Temps \| \| --------------------- \| ---------------------- \| --------------------- \| ------------------------------- \| --------------------- \| \| 1er \| Jhonatan Restrepo \| Colombie \| Androni Giocattoli-Sidermec \| 3 h 47 min 39 s \| \| 2e \| Biniam Girmay \| Érythrée \| Nippo-Delko One Provence \| + 1 s \| \| 3e \| Henok Mulubrhan \| Érythrée \| Érythrée \| + 9 s \| \| 4e \| Natnael Tesfatsion \| Érythrée \| Érythrée \| + 11 s \| \| 5e \| José Manuel Díaz \| Espagne \| Nippo-Delko One Provence \| + 11 s \| \| 6e \| Patrick Schelling \| Suisse \| Israel Start-Up Nation \| DQ \| \| 7e \| Carlos Julián Quintero \| Colombie \| Terengganu Inc-TSG Cycling Team \| + 11 s \| \| 8e \| Daniel Muñoz \| Colombie \| Androni Giocattoli-Sidermec \| + 20 s \| \| 9e \| Awet Gebremedhin \| Érythrée \| Israel Start-Up Nation \| + 28 s \| \| 10e \| Dawit Yemane \| Érythrée \| Érythrée \| + 51 s \| |                        |          |                                 |                 |
| |                        |          |                                 |                 |
| Source : ProCyclingStats |                        |          |                                 |                 |
| Classement de l'étape |                        |          |                                 |                 |
| Coureur | Coureur                | Pays     | Équipe                          | Temps           |
| 1er | Jhonatan Restrepo      | Colombie | Androni Giocattoli-Sidermec     | 3 h 47 min 39 s |
| 2e | Biniam Girmay          | Érythrée | Nippo-Delko One Provence        | + 1 s           |
| 3e | Henok Mulubrhan        | Érythrée | Érythrée                        | + 9 s           |
| 4e | Natnael Tesfatsion     | Érythrée | Érythrée                        | + 11 s          |
| 5e | José Manuel Díaz       | Espagne  | Nippo-Delko One Provence        | + 11 s          |
| 6e | Patrick Schelling      | Suisse   | Israel Start-Up Nation          | DQ              |
| 7e | Carlos Julián Quintero | Colombie | Terengganu Inc-TSG Cycling Team | + 11 s          |
| 8e | Daniel Muñoz           | Colombie | Androni Giocattoli-Sidermec     | + 20 s          |
| 9e | Awet Gebremedhin       | Érythrée | Israel Start-Up Nation          | + 28 s          |
| 10e | Dawit Yemane           | Érythrée | Érythrée                        | + 51 s          |

| \| Classement général \| Classement général \| Classement général \| Classement général \| Classement général \| \| Coureur \| Coureur \| Pays \| Équipe \| Temps \| \| ------------------ \| ---------------------- \| ------------------ \| ------------------------------- \| ------------------ \| \| 1er \| Biniam Girmay \| Érythrée \| Nippo-Delko One Provence \| 9 h 36 min 18 s \| \| 2e \| Henok Mulubrhan \| Érythrée \| Érythrée \| + 5 s \| \| 3e \| Carlos Julián Quintero \| Colombie \| Terengganu Inc-TSG Cycling Team \| + 12 s \| \| 4e \| Natnael Tesfatsion \| Érythrée \| Érythrée \| + 18 s \| \| 5e \| Patrick Schelling \| Suisse \| Israel Start-Up Nation \| DQ \| \| 6e \| Daniel Muñoz \| Colombie \| Androni Giocattoli-Sidermec \| + 30 s \| \| 7e \| Awet Gebremedhin \| Érythrée \| Israel Start-Up Nation \| + 38 s \| \| 8e \| José Manuel Díaz \| Espagne \| Nippo-Delko One Provence \| + 38 s \| \| 9e \| Jhonatan Restrepo \| Colombie \| Androni Giocattoli-Sidermec \| + 53 s \| \| 10e \| Dawit Yemane \| Érythrée \| Érythrée \| + 1 min 01 s \| |                        |          |                                 |                 |
| |                        |          |                                 |                 |
| Source : ProCyclingStats |                        |          |                                 |                 |
| Classement général |                        |          |                                 |                 |
| Coureur | Coureur                | Pays     | Équipe                          | Temps           |
| 1er | Biniam Girmay          | Érythrée | Nippo-Delko One Provence        | 9 h 36 min 18 s |
| 2e | Henok Mulubrhan        | Érythrée | Érythrée                        | + 5 s           |
| 3e | Carlos Julián Quintero | Colombie | Terengganu Inc-TSG Cycling Team | + 12 s          |
| 4e | Natnael Tesfatsion     | Érythrée | Érythrée                        | + 18 s          |
| 5e | Patrick Schelling      | Suisse   | Israel Start-Up Nation          | DQ              |
| 6e | Daniel Muñoz           | Colombie | Androni Giocattoli-Sidermec     | + 30 s          |
| 7e | Awet Gebremedhin       | Érythrée | Israel Start-Up Nation          | + 38 s          |
| 8e | José Manuel Díaz       | Espagne  | Nippo-Delko One Provence        | + 38 s          |
| 9e | Jhonatan Restrepo      | Colombie | Androni Giocattoli-Sidermec     | + 53 s          |
| 10e | Dawit Yemane           | Érythrée | Érythrée                        | + 1 min 01 s    |

### 4eétape
| \| Classement de l'étape \| Classement de l'étape \| Classement de l'étape \| Classement de l'étape \| Classement de l'étape \| \| Coureur \| Coureur \| Pays \| Équipe \| Temps \| \| --------------------- \| --------------------- \| --------------------- \| --------------------------- \| --------------------- \| \| 1er \| Natnael Tesfatsion \| Érythrée \| Érythrée \| 5 h 34 min 46 s \| \| 2e \| Kent Main \| Afrique du Sud \| ProTouch \| + 1 s \| \| 3e \| Moïse Mugisha \| Rwanda \| SKOL Adrien Cycling Academy \| + 8 s \| \| 4e \| Hendrik Kruger \| Afrique du Sud \| ProTouch \| + 2 min 24 s \| \| 5e \| Grigoriy Shtein \| Kazakhstan \| Vino-Astana Motors \| + 2 min 24 s \| \| 6e \| Simone Ravanelli \| Italie \| Androni Giocattoli-Sidermec \| + 2 min 24 s \| \| 7e \| Eric Manizabayo \| Rwanda \| Benediction Ignite \| + 2 min 24 s \| \| 8e \| Joseph Areruya \| Rwanda \| Rwanda \| + 2 min 26 s \| \| 9e \| Temesgen Buru \| Éthiopie \| Éthiopie \| + 2 min 29 s \| \| 10e \| Davide Gabburo \| Italie \| Androni Giocattoli-Sidermec \| + 4 min 56 s \| |                    |                |                             |                 |
| |                    |                |                             |                 |
| Source : ProCyclingStats |                    |                |                             |                 |
| Classement de l'étape |                    |                |                             |                 |
| Coureur | Coureur            | Pays           | Équipe                      | Temps           |
| 1er | Natnael Tesfatsion | Érythrée       | Érythrée                    | 5 h 34 min 46 s |
| 2e | Kent Main          | Afrique du Sud | ProTouch                    | + 1 s           |
| 3e | Moïse Mugisha      | Rwanda         | SKOL Adrien Cycling Academy | + 8 s           |
| 4e | Hendrik Kruger     | Afrique du Sud | ProTouch                    | + 2 min 24 s    |
| 5e | Grigoriy Shtein    | Kazakhstan     | Vino-Astana Motors          | + 2 min 24 s    |
| 6e | Simone Ravanelli   | Italie         | Androni Giocattoli-Sidermec | + 2 min 24 s    |
| 7e | Eric Manizabayo    | Rwanda         | Benediction Ignite          | + 2 min 24 s    |
| 8e | Joseph Areruya     | Rwanda         | Rwanda                      | + 2 min 26 s    |
| 9e | Temesgen Buru      | Éthiopie       | Éthiopie                    | + 2 min 29 s    |
| 10e | Davide Gabburo     | Italie         | Androni Giocattoli-Sidermec | + 4 min 56 s    |

| \| Classement général \| Classement général \| Classement général \| Classement général \| Classement général \| \| Coureur \| Coureur \| Pays \| Équipe \| Temps \| \| ------------------ \| ---------------------- \| ------------------ \| ------------------------------- \| ------------------ \| \| 1er \| Natnael Tesfatsion \| Érythrée \| Érythrée \| 15 h 11 min 22 s \| \| 2e \| Moïse Mugisha \| Rwanda \| SKOL Adrien Cycling Academy \| + 2 min 11 s \| \| 3e \| Kent Main \| Afrique du Sud \| ProTouch \| + 3 min 15 s \| \| 4e \| Simone Ravanelli \| Italie \| Androni Giocattoli-Sidermec \| + 3 min 44 s \| \| 5e \| Joseph Areruya \| Rwanda \| Rwanda \| + 3 min 46 s \| \| 6e \| Biniam Girmay \| Érythrée \| Nippo-Delko One Provence \| + 4 min 41 s \| \| 7e \| Henok Mulubrhan \| Érythrée \| Érythrée \| + 4 min 46 s \| \| 8e \| Carlos Julián Quintero \| Colombie \| Terengganu Inc-TSG Cycling Team \| + 4 min 53 s \| \| 9e \| Patrick Schelling \| Suisse \| Israel Start-Up Nation \| DQ \| \| 10e \| Daniel Muñoz \| Colombie \| Androni Giocattoli-Sidermec \| + 5 min 11 s \| |                        |                |                                 |                  |
| |                        |                |                                 |                  |
| Source : ProCyclingStats |                        |                |                                 |                  |
| Classement général |                        |                |                                 |                  |
| Coureur | Coureur                | Pays           | Équipe                          | Temps            |
| 1er | Natnael Tesfatsion     | Érythrée       | Érythrée                        | 15 h 11 min 22 s |
| 2e | Moïse Mugisha          | Rwanda         | SKOL Adrien Cycling Academy     | + 2 min 11 s     |
| 3e | Kent Main              | Afrique du Sud | ProTouch                        | + 3 min 15 s     |
| 4e | Simone Ravanelli       | Italie         | Androni Giocattoli-Sidermec     | + 3 min 44 s     |
| 5e | Joseph Areruya         | Rwanda         | Rwanda                          | + 3 min 46 s     |
| 6e | Biniam Girmay          | Érythrée       | Nippo-Delko One Provence        | + 4 min 41 s     |
| 7e | Henok Mulubrhan        | Érythrée       | Érythrée                        | + 4 min 46 s     |
| 8e | Carlos Julián Quintero | Colombie       | Terengganu Inc-TSG Cycling Team | + 4 min 53 s     |
| 9e | Patrick Schelling      | Suisse         | Israel Start-Up Nation          | DQ               |
| 10e | Daniel Muñoz           | Colombie       | Androni Giocattoli-Sidermec     | + 5 min 11 s     |

### 5eétape
| \| Classement de l'étape \| Classement de l'étape \| Classement de l'étape \| Classement de l'étape \| Classement de l'étape \| \| Coureur \| Coureur \| Pays \| Équipe \| Temps \| \| --------------------- \| --------------------- \| --------------------- \| --------------------------- \| --------------------- \| \| 1er \| Jhonatan Restrepo \| Colombie \| Androni Giocattoli-Sidermec \| 2 h 08 min 19 s \| \| 2e \| Romain Cardis \| France \| Total Direct Énergie \| + 0 s \| \| 3e \| Natnael Tesfatsion \| Érythrée \| Érythrée \| + 0 s \| \| 4e \| Henok Mulubrhan \| Érythrée \| Érythrée \| + 0 s \| \| 5e \| Pim Ligthart \| Pays-Bas \| Total Direct Énergie \| + 0 s \| \| 6e \| Biniam Girmay \| Érythrée \| Nippo-Delko One Provence \| + 0 s \| \| 7e \| Nikodemus Holler \| Allemagne \| Bike Aid \| + 0 s \| \| 8e \| Awet Gebremedhin \| Érythrée \| Israel Start-Up Nation \| + 0 s \| \| 9e \| Patrick Schelling \| Suisse \| Israel Start-Up Nation \| DQ \| \| 10e \| Mekseb Debesay \| Érythrée \| Bike Aid \| + 0 s \| |                    |           |                             |                 |
| |                    |           |                             |                 |
| Source : ProCyclingStats |                    |           |                             |                 |
| Classement de l'étape |                    |           |                             |                 |
| Coureur | Coureur            | Pays      | Équipe                      | Temps           |
| 1er | Jhonatan Restrepo  | Colombie  | Androni Giocattoli-Sidermec | 2 h 08 min 19 s |
| 2e | Romain Cardis      | France    | Total Direct Énergie        | + 0 s           |
| 3e | Natnael Tesfatsion | Érythrée  | Érythrée                    | + 0 s           |
| 4e | Henok Mulubrhan    | Érythrée  | Érythrée                    | + 0 s           |
| 5e | Pim Ligthart       | Pays-Bas  | Total Direct Énergie        | + 0 s           |
| 6e | Biniam Girmay      | Érythrée  | Nippo-Delko One Provence    | + 0 s           |
| 7e | Nikodemus Holler   | Allemagne | Bike Aid                    | + 0 s           |
| 8e | Awet Gebremedhin   | Érythrée  | Israel Start-Up Nation      | + 0 s           |
| 9e | Patrick Schelling  | Suisse    | Israel Start-Up Nation      | DQ              |
| 10e | Mekseb Debesay     | Érythrée  | Bike Aid                    | + 0 s           |

| \| Classement général \| Classement général \| Classement général \| Classement général \| Classement général \| \| Coureur \| Coureur \| Pays \| Équipe \| Temps \| \| ------------------ \| ---------------------- \| ------------------ \| ------------------------------- \| ------------------ \| \| 1er \| Natnael Tesfatsion \| Érythrée \| Érythrée \| 17 h 19 min 41 s \| \| 2e \| Moïse Mugisha \| Rwanda \| SKOL Adrien Cycling Academy \| + 2 min 11 s \| \| 3e \| Kent Main \| Afrique du Sud \| ProTouch \| + 3 min 22 s \| \| 4e \| Simone Ravanelli \| Italie \| Androni Giocattoli-Sidermec \| + 3 min 51 s \| \| 5e \| Joseph Areruya \| Rwanda \| Rwanda \| + 3 min 53 s \| \| 6e \| Biniam Girmay \| Érythrée \| Nippo-Delko One Provence \| + 4 min 41 s \| \| 7e \| Henok Mulubrhan \| Érythrée \| Érythrée \| + 4 min 46 s \| \| 8e \| Carlos Julián Quintero \| Colombie \| Terengganu Inc-TSG Cycling Team \| + 4 min 53 s \| \| 9e \| Patrick Schelling \| Suisse \| Israel Start-Up Nation \| DQ \| \| 10e \| Daniel Muñoz \| Colombie \| Androni Giocattoli-Sidermec \| + 5 min 18 s \| |                        |                |                                 |                  |
| |                        |                |                                 |                  |
| Source : ProCyclingStats |                        |                |                                 |                  |
| Classement général |                        |                |                                 |                  |
| Coureur | Coureur                | Pays           | Équipe                          | Temps            |
| 1er | Natnael Tesfatsion     | Érythrée       | Érythrée                        | 17 h 19 min 41 s |
| 2e | Moïse Mugisha          | Rwanda         | SKOL Adrien Cycling Academy     | + 2 min 11 s     |
| 3e | Kent Main              | Afrique du Sud | ProTouch                        | + 3 min 22 s     |
| 4e | Simone Ravanelli       | Italie         | Androni Giocattoli-Sidermec     | + 3 min 51 s     |
| 5e | Joseph Areruya         | Rwanda         | Rwanda                          | + 3 min 53 s     |
| 6e | Biniam Girmay          | Érythrée       | Nippo-Delko One Provence        | + 4 min 41 s     |
| 7e | Henok Mulubrhan        | Érythrée       | Érythrée                        | + 4 min 46 s     |
| 8e | Carlos Julián Quintero | Colombie       | Terengganu Inc-TSG Cycling Team | + 4 min 53 s     |
| 9e | Patrick Schelling      | Suisse         | Israel Start-Up Nation          | DQ               |
| 10e | Daniel Muñoz           | Colombie       | Androni Giocattoli-Sidermec     | + 5 min 18 s     |

### 6eétape
| \| Classement de l'étape \| Classement de l'étape \| Classement de l'étape \| Classement de l'étape \| Classement de l'étape \| \| Coureur \| Coureur \| Pays \| Équipe \| Temps \| \| --------------------- \| ---------------------- \| --------------------- \| ------------------------------- \| --------------------- \| \| 1er \| Jhonatan Restrepo \| Colombie \| Androni Giocattoli-Sidermec \| 3 h 09 min 32 s \| \| 2e \| Patrick Schelling \| Suisse \| Israel Start-Up Nation \| DQ \| \| 3e \| Carlos Julián Quintero \| Colombie \| Terengganu Inc-TSG Cycling Team \| + 0 s \| \| 4e \| José Manuel Díaz \| Espagne \| Nippo-Delko One Provence \| + 1 min 27 s \| \| 5e \| Awet Gebremedhin \| Érythrée \| Israel Start-Up Nation \| + 1 min 27 s \| \| 6e \| Simone Ravanelli \| Italie \| Androni Giocattoli-Sidermec \| + 1 min 27 s \| \| 7e \| Mulu Hailemichael \| Éthiopie \| Nippo-Delko One Provence \| + 1 min 27 s \| \| 8e \| Moïse Mugisha \| Rwanda \| SKOL Adrien Cycling Academy \| + 1 min 43 s \| \| 9e \| Kent Main \| Afrique du Sud \| ProTouch \| + 1 min 45 s \| \| 10e \| Grigoriy Shtein \| Kazakhstan \| Vino-Astana Motors \| + 2 min 35 s \| |                        |                |                                 |                 |
| |                        |                |                                 |                 |
| Source : ProCyclingStats |                        |                |                                 |                 |
| Classement de l'étape |                        |                |                                 |                 |
| Coureur | Coureur                | Pays           | Équipe                          | Temps           |
| 1er | Jhonatan Restrepo      | Colombie       | Androni Giocattoli-Sidermec     | 3 h 09 min 32 s |
| 2e | Patrick Schelling      | Suisse         | Israel Start-Up Nation          | DQ              |
| 3e | Carlos Julián Quintero | Colombie       | Terengganu Inc-TSG Cycling Team | + 0 s           |
| 4e | José Manuel Díaz       | Espagne        | Nippo-Delko One Provence        | + 1 min 27 s    |
| 5e | Awet Gebremedhin       | Érythrée       | Israel Start-Up Nation          | + 1 min 27 s    |
| 6e | Simone Ravanelli       | Italie         | Androni Giocattoli-Sidermec     | + 1 min 27 s    |
| 7e | Mulu Hailemichael      | Éthiopie       | Nippo-Delko One Provence        | + 1 min 27 s    |
| 8e | Moïse Mugisha          | Rwanda         | SKOL Adrien Cycling Academy     | + 1 min 43 s    |
| 9e | Kent Main              | Afrique du Sud | ProTouch                        | + 1 min 45 s    |
| 10e | Grigoriy Shtein        | Kazakhstan     | Vino-Astana Motors              | + 2 min 35 s    |

| \| Classement général \| Classement général \| Classement général \| Classement général \| Classement général \| \| Coureur \| Coureur \| Pays \| Équipe \| Temps \| \| ------------------ \| ---------------------- \| ------------------ \| ------------------------------- \| ------------------ \| \| 1er \| Natnael Tesfatsion \| Érythrée \| Érythrée \| 20 h 31 min 59 s \| \| 2e \| Moïse Mugisha \| Rwanda \| SKOL Adrien Cycling Academy \| + 1 min 08 s \| \| 3e \| Carlos Julián Quintero \| Colombie \| Terengganu Inc-TSG Cycling Team \| + 2 min 07 s \| \| 4e \| Patrick Schelling \| Suisse \| Israel Start-Up Nation \| DQ \| \| 5e \| Kent Main \| Afrique du Sud \| ProTouch \| + 2 min 21 s \| \| 6e \| Simone Ravanelli \| Italie \| Androni Giocattoli-Sidermec \| + 2 min 32 s \| \| 7e \| Jhonatan Restrepo \| Colombie \| Androni Giocattoli-Sidermec \| + 2 min 48 s \| \| 8e \| Joseph Areruya \| Rwanda \| Rwanda \| + 3 min 52 s \| \| 9e \| Awet Gebremedhin \| Érythrée \| Israel Start-Up Nation \| + 4 min 04 s \| \| 10e \| Mulu Hailemichael \| Éthiopie \| Nippo-Delko One Provence \| + 4 min 26 s \| |                        |                |                                 |                  |
| |                        |                |                                 |                  |
| Source : ProCyclingStats |                        |                |                                 |                  |
| Classement général |                        |                |                                 |                  |
| Coureur | Coureur                | Pays           | Équipe                          | Temps            |
| 1er | Natnael Tesfatsion     | Érythrée       | Érythrée                        | 20 h 31 min 59 s |
| 2e | Moïse Mugisha          | Rwanda         | SKOL Adrien Cycling Academy     | + 1 min 08 s     |
| 3e | Carlos Julián Quintero | Colombie       | Terengganu Inc-TSG Cycling Team | + 2 min 07 s     |
| 4e | Patrick Schelling      | Suisse         | Israel Start-Up Nation          | DQ               |
| 5e | Kent Main              | Afrique du Sud | ProTouch                        | + 2 min 21 s     |
| 6e | Simone Ravanelli       | Italie         | Androni Giocattoli-Sidermec     | + 2 min 32 s     |
| 7e | Jhonatan Restrepo      | Colombie       | Androni Giocattoli-Sidermec     | + 2 min 48 s     |
| 8e | Joseph Areruya         | Rwanda         | Rwanda                          | + 3 min 52 s     |
| 9e | Awet Gebremedhin       | Érythrée       | Israel Start-Up Nation          | + 4 min 04 s     |
| 10e | Mulu Hailemichael      | Éthiopie       | Nippo-Delko One Provence        | + 4 min 26 s     |

### 7eétape
| \| Classement de l'étape \| Classement de l'étape \| Classement de l'étape \| Classement de l'étape \| Classement de l'étape \| \| Coureur \| Coureur \| Pays \| Équipe \| Temps \| \| --------------------- \| ---------------------- \| --------------------- \| ------------------------------- \| --------------------- \| \| 1er \| Jhonatan Restrepo \| Colombie \| Androni Giocattoli-Sidermec \| 6 min 32 s \| \| 2e \| Biniam Girmay \| Érythrée \| Nippo-Delko One Provence \| + 2 s \| \| 3e \| Patrick Schelling \| Suisse \| Israel Start-Up Nation \| DQ \| \| 4e \| Kent Main \| Afrique du Sud \| ProTouch \| + 12 s \| \| 5e \| Yevgeniy Fedorov \| Kazakhstan \| Vino-Astana Motors \| + 14 s \| \| 6e \| Carlos Julián Quintero \| Colombie \| Terengganu Inc-TSG Cycling Team \| + 14 s \| \| 7e \| Dušan Rajović \| Serbie \| Nippo-Delko One Provence \| + 15 s \| \| 8e \| Christofer Jurado \| Panama \| Terengganu Inc-TSG Cycling Team \| + 16 s \| \| 9e \| Sirak Tesfom \| Érythrée \| Érythrée \| + 16 s \| \| 10e \| Grigoriy Shtein \| Kazakhstan \| Vino-Astana Motors \| + 18 s \| |                        |                |                                 |            |
| |                        |                |                                 |            |
| Source : ProCyclingStats |                        |                |                                 |            |
| Classement de l'étape |                        |                |                                 |            |
| Coureur | Coureur                | Pays           | Équipe                          | Temps      |
| 1er | Jhonatan Restrepo      | Colombie       | Androni Giocattoli-Sidermec     | 6 min 32 s |
| 2e | Biniam Girmay          | Érythrée       | Nippo-Delko One Provence        | + 2 s      |
| 3e | Patrick Schelling      | Suisse         | Israel Start-Up Nation          | DQ         |
| 4e | Kent Main              | Afrique du Sud | ProTouch                        | + 12 s     |
| 5e | Yevgeniy Fedorov       | Kazakhstan     | Vino-Astana Motors              | + 14 s     |
| 6e | Carlos Julián Quintero | Colombie       | Terengganu Inc-TSG Cycling Team | + 14 s     |
| 7e | Dušan Rajović          | Serbie         | Nippo-Delko One Provence        | + 15 s     |
| 8e | Christofer Jurado      | Panama         | Terengganu Inc-TSG Cycling Team | + 16 s     |
| 9e | Sirak Tesfom           | Érythrée       | Érythrée                        | + 16 s     |
| 10e | Grigoriy Shtein        | Kazakhstan     | Vino-Astana Motors              | + 18 s     |

| \| Classement général \| Classement général \| Classement général \| Classement général \| Classement général \| \| Coureur \| Coureur \| Pays \| Équipe \| Temps \| \| ------------------ \| ---------------------- \| ------------------ \| ------------------------------- \| ------------------ \| \| 1er \| Natnael Tesfatsion \| Érythrée \| Érythrée \| 20 h 38 min 58 s \| \| 2e \| Moïse Mugisha \| Rwanda \| SKOL Adrien Cycling Academy \| + 1 min 30 s \| \| 3e \| Patrick Schelling \| Suisse \| Israel Start-Up Nation \| DQ \| \| 4e \| Carlos Julián Quintero \| Colombie \| Terengganu Inc-TSG Cycling Team \| + 1 min 55 s \| \| 5e \| Kent Main \| Afrique du Sud \| ProTouch \| + 2 min 06 s \| \| 6e \| Jhonatan Restrepo \| Colombie \| Androni Giocattoli-Sidermec \| + 2 min 21 s \| \| 7e \| Simone Ravanelli \| Italie \| Androni Giocattoli-Sidermec \| + 2 min 31 s \| \| 8e \| Joseph Areruya \| Rwanda \| Rwanda \| + 3 min 48 s \| \| 9e \| Awet Gebremedhin \| Érythrée \| Israel Start-Up Nation \| + 4 min 10 s \| \| 10e \| Biniam Girmay \| Érythrée \| Nippo-Delko One Provence \| + 4 min 16 s \| |                        |                |                                 |                  |
| |                        |                |                                 |                  |
| Source : ProCyclingStats |                        |                |                                 |                  |
| Classement général |                        |                |                                 |                  |
| Coureur | Coureur                | Pays           | Équipe                          | Temps            |
| 1er | Natnael Tesfatsion     | Érythrée       | Érythrée                        | 20 h 38 min 58 s |
| 2e | Moïse Mugisha          | Rwanda         | SKOL Adrien Cycling Academy     | + 1 min 30 s     |
| 3e | Patrick Schelling      | Suisse         | Israel Start-Up Nation          | DQ               |
| 4e | Carlos Julián Quintero | Colombie       | Terengganu Inc-TSG Cycling Team | + 1 min 55 s     |
| 5e | Kent Main              | Afrique du Sud | ProTouch                        | + 2 min 06 s     |
| 6e | Jhonatan Restrepo      | Colombie       | Androni Giocattoli-Sidermec     | + 2 min 21 s     |
| 7e | Simone Ravanelli       | Italie         | Androni Giocattoli-Sidermec     | + 2 min 31 s     |
| 8e | Joseph Areruya         | Rwanda         | Rwanda                          | + 3 min 48 s     |
| 9e | Awet Gebremedhin       | Érythrée       | Israel Start-Up Nation          | + 4 min 10 s     |
| 10e | Biniam Girmay          | Érythrée       | Nippo-Delko One Provence        | + 4 min 16 s     |

### 8eétape
| \| Classement de l'étape \| Classement de l'étape \| Classement de l'étape \| Classement de l'étape \| Classement de l'étape \| \| Coureur \| Coureur \| Pays \| Équipe \| Temps \| \| --------------------- \| --------------------- \| --------------------- \| --------------------------- \| --------------------- \| \| 1er \| José Manuel Díaz \| Espagne \| Nippo-Delko One Provence \| 2 h 33 min 24 s \| \| 2e \| Moïse Mugisha \| Rwanda \| SKOL Adrien Cycling Academy \| + 3 s \| \| 3e \| Kent Main \| Afrique du Sud \| ProTouch \| + 7 s \| \| 4e \| Simone Ravanelli \| Italie \| Androni Giocattoli-Sidermec \| + 11 s \| \| 5e \| Patrick Schelling \| Suisse \| Israel Start-Up Nation \| DQ \| \| 6e \| Awet Gebremedhin \| Érythrée \| Israel Start-Up Nation \| + 24 s \| \| 7e \| Paul Ourselin \| France \| Total Direct Énergie \| + 31 s \| \| 8e \| Mulu Hailemichael \| Éthiopie \| Nippo-Delko One Provence \| + 31 s \| \| 9e \| Natnael Tesfatsion \| Érythrée \| Érythrée \| + 39 s \| \| 10e \| Henok Mulubrhan \| Érythrée \| Érythrée \| + 39 s \| |                    |                |                             |                 |
| |                    |                |                             |                 |
| Source : ProCyclingStats |                    |                |                             |                 |
| Classement de l'étape |                    |                |                             |                 |
| Coureur | Coureur            | Pays           | Équipe                      | Temps           |
| 1er | José Manuel Díaz   | Espagne        | Nippo-Delko One Provence    | 2 h 33 min 24 s |
| 2e | Moïse Mugisha      | Rwanda         | SKOL Adrien Cycling Academy | + 3 s           |
| 3e | Kent Main          | Afrique du Sud | ProTouch                    | + 7 s           |
| 4e | Simone Ravanelli   | Italie         | Androni Giocattoli-Sidermec | + 11 s          |
| 5e | Patrick Schelling  | Suisse         | Israel Start-Up Nation      | DQ              |
| 6e | Awet Gebremedhin   | Érythrée       | Israel Start-Up Nation      | + 24 s          |
| 7e | Paul Ourselin      | France         | Total Direct Énergie        | + 31 s          |
| 8e | Mulu Hailemichael  | Éthiopie       | Nippo-Delko One Provence    | + 31 s          |
| 9e | Natnael Tesfatsion | Érythrée       | Érythrée                    | + 39 s          |
| 10e | Henok Mulubrhan    | Érythrée       | Érythrée                    | + 39 s          |

## Classements finals

### Classement général
| \| Classement général \| Classement général \| Classement général \| Classement général \| Classement général \| \| Coureur \| Coureur \| Pays \| Équipe \| Temps \| \| ------------------ \| ---------------------- \| ------------------ \| ------------------------------- \| ------------------ \| \| 1er \| Natnael Tesfatsion \| Érythrée \| Érythrée \| 23 h 13 min 01 s \| \| 2e \| Moïse Mugisha \| Rwanda \| SKOL Adrien Cycling Academy \| + 54 s \| \| 3e \| Patrick Schelling[3] \| Suisse \| Israel Start-Up Nation \| DQ \| \| 4e \| Kent Main \| Afrique du Sud \| ProTouch \| + 1 min 34 s \| \| 5e \| Simone Ravanelli \| Italie \| Androni Giocattoli-Sidermec \| + 2 min 03 s \| \| 6e \| Carlos Julián Quintero \| Colombie \| Terengganu Inc-TSG Cycling Team \| + 2 min 25 s \| \| 7e \| Jhonatan Restrepo \| Colombie \| Androni Giocattoli-Sidermec \| + 2 min 25 s \| \| 8e \| Awet Gebremedhin \| Érythrée \| Israel Start-Up Nation \| + 3 min 55 s \| \| 9e \| Mulu Hailemichael \| Éthiopie \| Nippo-Delko One Provence \| + 4 min 27 s \| \| 10e \| Henok Mulubrhan \| Érythrée \| Érythrée \| + 4 min 42 s \| |                        |                |                                 |                  |
| |                        |                |                                 |                  |
| Source : ProCyclingStats |                        |                |                                 |                  |
| Classement général |                        |                |                                 |                  |
| Coureur | Coureur                | Pays           | Équipe                          | Temps            |
| 1er | Natnael Tesfatsion     | Érythrée       | Érythrée                        | 23 h 13 min 01 s |
| 2e | Moïse Mugisha          | Rwanda         | SKOL Adrien Cycling Academy     | + 54 s           |
| 3e | Patrick Schelling      | Suisse         | Israel Start-Up Nation          | DQ               |
| 4e | Kent Main              | Afrique du Sud | ProTouch                        | + 1 min 34 s     |
| 5e | Simone Ravanelli       | Italie         | Androni Giocattoli-Sidermec     | + 2 min 03 s     |
| 6e | Carlos Julián Quintero | Colombie       | Terengganu Inc-TSG Cycling Team | + 2 min 25 s     |
| 7e | Jhonatan Restrepo      | Colombie       | Androni Giocattoli-Sidermec     | + 2 min 25 s     |
| 8e | Awet Gebremedhin       | Érythrée       | Israel Start-Up Nation          | + 3 min 55 s     |
| 9e | Mulu Hailemichael      | Éthiopie       | Nippo-Delko One Provence        | + 4 min 27 s     |
| 10e | Henok Mulubrhan        | Érythrée       | Érythrée                        | + 4 min 42 s     |

### Classements annexes
| Classement des sprints | Classement des sprints | Classement des sprints | Classement des sprints          | Classement des sprints |
| Coureur                | Coureur                | Pays                   | Équipe                          | Points                 |
| ---------------------- | ---------------------- | ---------------------- | ------------------------------- | ---------------------- |
| 1er                    | Dawit Yemane           | Érythrée               | Érythrée                        | 21 pts                 |
| 2e                     | Temesgen Buru          | Éthiopie               | Éthiopie                        | 10 pts                 |
| 3e                     | Yevgeniy Fedorov       | Kazakhstan             | Vino-Astana Motors              | 8 pts                  |
| 4e                     | Rein Taaramäe          | Estonie                | Total Direct Énergie            | 8 pts                  |
| 5e                     | Patrick Byukusenge     | Rwanda                 | Benediction Ignite              | 6 pts                  |
| 6e                     | Negasi Abreha          | Éthiopie               | Éthiopie                        | 5 pts                  |
| 7e                     | Carlos Julián Quintero | Colombie               | Terengganu Inc-TSG Cycling Team | 4 pts                  |
| 8e                     | Joonas Henttala        | Finlande               | Team Novo Nordisk               | 4 pts                  |
| 9e                     | Patrick Schelling      | Suisse                 | Israel Start-Up Nation          | DQ                     |
| 10e                    | Mulu Hailemichael      | Éthiopie               | Nippo-Delko One Provence        | 2 pts                  |

| Classement des sprints | Classement des sprints | Classement des sprints | Classement des sprints          | Classement des sprints |
| Coureur                | Coureur                | Pays                   | Équipe                          | Points                 |
| ---------------------- | ---------------------- | ---------------------- | ------------------------------- | ---------------------- |
| 1er                    | Dawit Yemane           | Érythrée               | Érythrée                        | 21 pts                 |
| 2e                     | Temesgen Buru          | Éthiopie               | Éthiopie                        | 10 pts                 |
| 3e                     | Yevgeniy Fedorov       | Kazakhstan             | Vino-Astana Motors              | 8 pts                  |
| 4e                     | Rein Taaramäe          | Estonie                | Total Direct Énergie            | 8 pts                  |
| 5e                     | Patrick Byukusenge     | Rwanda                 | Benediction Ignite              | 6 pts                  |
| 6e                     | Negasi Abreha          | Éthiopie               | Éthiopie                        | 5 pts                  |
| 7e                     | Carlos Julián Quintero | Colombie               | Terengganu Inc-TSG Cycling Team | 4 pts                  |
| 8e                     | Joonas Henttala        | Finlande               | Team Novo Nordisk               | 4 pts                  |
| 9e                     | Patrick Schelling      | Suisse                 | Israel Start-Up Nation          | DQ                     |
| 10e                    | Mulu Hailemichael      | Éthiopie               | Nippo-Delko One Provence        | 2 pts                  |

| Classement de la montagne | Classement de la montagne | Classement de la montagne | Classement de la montagne       | Classement de la montagne |
| Coureur                   | Coureur                   | Pays                      | Équipe                          | Points                    |
| ------------------------- | ------------------------- | ------------------------- | ------------------------------- | ------------------------- |
| 1er                       | Rein Taaramäe             | Estonie                   | Total Direct Énergie            | 45 pts                    |
| 2e                        | Moïse Mugisha             | Rwanda                    | SKOL Adrien Cycling Academy     | 43 pts                    |
| 3e                        | Eric Manizabayo           | Rwanda                    | Benediction Ignite              | 41 pts                    |
| 4e                        | Didier Munyaneza          | Rwanda                    | Benediction Ignite              | 38 pts                    |
| 5e                        | Patrick Byukusenge        | Rwanda                    | Benediction Ignite              | 37 pts                    |
| 6e                        | Carlos Oyarzún            | Chili                     | BAI-Sicasal-Petro de Luanda     | 35 pts                    |
| 7e                        | Dawit Yemane              | Érythrée                  | Érythrée                        | 33 pts                    |
| 8e                        | Carlos Julián Quintero    | Colombie                  | Terengganu Inc-TSG Cycling Team | 31 pts                    |
| 9e                        | Henok Mulubrhan           | Érythrée                  | Érythrée                        | 20 pts                    |
| 10e                       | Kent Main                 | Afrique du Sud            | ProTouch                        | 17 pts                    |

| Classement de la montagne | Classement de la montagne | Classement de la montagne | Classement de la montagne       | Classement de la montagne |
| Coureur                   | Coureur                   | Pays                      | Équipe                          | Points                    |
| ------------------------- | ------------------------- | ------------------------- | ------------------------------- | ------------------------- |
| 1er                       | Rein Taaramäe             | Estonie                   | Total Direct Énergie            | 45 pts                    |
| 2e                        | Moïse Mugisha             | Rwanda                    | SKOL Adrien Cycling Academy     | 43 pts                    |
| 3e                        | Eric Manizabayo           | Rwanda                    | Benediction Ignite              | 41 pts                    |
| 4e                        | Didier Munyaneza          | Rwanda                    | Benediction Ignite              | 38 pts                    |
| 5e                        | Patrick Byukusenge        | Rwanda                    | Benediction Ignite              | 37 pts                    |
| 6e                        | Carlos Oyarzún            | Chili                     | BAI-Sicasal-Petro de Luanda     | 35 pts                    |
| 7e                        | Dawit Yemane              | Érythrée                  | Érythrée                        | 33 pts                    |
| 8e                        | Carlos Julián Quintero    | Colombie                  | Terengganu Inc-TSG Cycling Team | 31 pts                    |
| 9e                        | Henok Mulubrhan           | Érythrée                  | Érythrée                        | 20 pts                    |
| 10e                       | Kent Main                 | Afrique du Sud            | ProTouch                        | 17 pts                    |

| Classement du meilleur jeune | Classement du meilleur jeune | Classement du meilleur jeune | Classement du meilleur jeune | Classement du meilleur jeune |
| Coureur                      | Coureur                      | Pays                         | Équipe                       | Temps                        |
| ---------------------------- | ---------------------------- | ---------------------------- | ---------------------------- | ---------------------------- |
| 1er                          | Natnael Tesfatsion           | Érythrée                     | Érythrée                     | 23 h 13 min 01 s             |
| 2e                           | Moïse Mugisha                | Rwanda                       | SKOL Adrien Cycling Academy  | + 54 s                       |
| 3e                           | Mulu Hailemichael            | Éthiopie                     | Nippo-Delko One Provence     | + 4 min 27 s                 |
| 4e                           | Henok Mulubrhan              | Érythrée                     | Érythrée                     | + 4 min 42 s                 |
| 5e                           | Eric Manizabayo              | Rwanda                       | Benediction Ignite           | + 7 min 03 s                 |
| 6e                           | Biniam Girmay                | Érythrée                     | Nippo-Delko One Provence     | + 8 min 13 s                 |
| 7e                           | Samuel Mugisha               | Rwanda                       | Rwanda                       | + 11 min 47 s                |
| 8e                           | Dawit Yemane                 | Érythrée                     | Érythrée                     | + 15 min 29 s                |
| 9e                           | Yevgeniy Fedorov             | Kazakhstan                   | Vino-Astana Motors           | + 21 min 50 s                |
| 10e                          | Mehari Tewelde               | Érythrée                     | Érythrée                     | + 24 min 03 s                |

| Classement du meilleur jeune | Classement du meilleur jeune | Classement du meilleur jeune | Classement du meilleur jeune | Classement du meilleur jeune |
| Coureur                      | Coureur                      | Pays                         | Équipe                       | Temps                        |
| ---------------------------- | ---------------------------- | ---------------------------- | ---------------------------- | ---------------------------- |
| 1er                          | Natnael Tesfatsion           | Érythrée                     | Érythrée                     | 23 h 13 min 01 s             |
| 2e                           | Moïse Mugisha                | Rwanda                       | SKOL Adrien Cycling Academy  | + 54 s                       |
| 3e                           | Mulu Hailemichael            | Éthiopie                     | Nippo-Delko One Provence     | + 4 min 27 s                 |
| 4e                           | Henok Mulubrhan              | Érythrée                     | Érythrée                     | + 4 min 42 s                 |
| 5e                           | Eric Manizabayo              | Rwanda                       | Benediction Ignite           | + 7 min 03 s                 |
| 6e                           | Biniam Girmay                | Érythrée                     | Nippo-Delko One Provence     | + 8 min 13 s                 |
| 7e                           | Samuel Mugisha               | Rwanda                       | Rwanda                       | + 11 min 47 s                |
| 8e                           | Dawit Yemane                 | Érythrée                     | Érythrée                     | + 15 min 29 s                |
| 9e                           | Yevgeniy Fedorov             | Kazakhstan                   | Vino-Astana Motors           | + 21 min 50 s                |
| 10e                          | Mehari Tewelde               | Érythrée                     | Érythrée                     | + 24 min 03 s                |

| Classement par équipes | Classement par équipes         | Classement par équipes | Classement par équipes |
| Équipe                 | Équipe                         | Pays                   | Temps                  |
| ---------------------- | ------------------------------ | ---------------------- | ---------------------- |
| 1re                    | Androni Giocattoli-Sidermec    | Italie                 | 69 h 56 min 56 s       |
| 2e                     | Érythrée                       | Érythrée               | + 2 min 01 s           |
| 3e                     | Nippo Delko One Provence       | France                 | + 4 min 57 s           |
| 4e                     | Israel Start-Up Nation         | Israël                 | + 24 min 29 s          |
| 5e                     | Rwanda                         | Rwanda                 | + 37 min 22 s          |
| 6e                     | Éthiopie                       | Éthiopie               | + 48 min 20 s          |
| 7e                     | Bike Aid                       | Allemagne              | + 57 min 38 s          |
| 8e                     | Vino-Astana Motors             | Kazakhstan             | + 1 h 05 min 13 s      |
| 9e                     | SKOL Adrien Niyonshuti Academy | Rwanda                 | + 1 h 08 min 12 s      |
| 10e                    | Benediction Ignite XL          | Rwanda                 | + 1 h 15 min 26 s      |

| Classement par équipes | Classement par équipes         | Classement par équipes | Classement par équipes |
| Équipe                 | Équipe                         | Pays                   | Temps                  |
| ---------------------- | ------------------------------ | ---------------------- | ---------------------- |
| 1re                    | Androni Giocattoli-Sidermec    | Italie                 | 69 h 56 min 56 s       |
| 2e                     | Érythrée                       | Érythrée               | + 2 min 01 s           |
| 3e                     | Nippo Delko One Provence       | France                 | + 4 min 57 s           |
| 4e                     | Israel Start-Up Nation         | Israël                 | + 24 min 29 s          |
| 5e                     | Rwanda                         | Rwanda                 | + 37 min 22 s          |
| 6e                     | Éthiopie                       | Éthiopie               | + 48 min 20 s          |
| 7e                     | Bike Aid                       | Allemagne              | + 57 min 38 s          |
| 8e                     | Vino-Astana Motors             | Kazakhstan             | + 1 h 05 min 13 s      |
| 9e                     | SKOL Adrien Niyonshuti Academy | Rwanda                 | + 1 h 08 min 12 s      |
| 10e                    | Benediction Ignite XL          | Rwanda                 | + 1 h 15 min 26 s      |

## Classements UCI
La course attribue le même nombre de points pour l'UCI Africa Tour 2020 et le Classement mondial UCI (pour tous les coureurs), avec le barème suivant :
| Position           | 1er | 2e | 3e | 4e | 5e | 6e | 7e | 8e | 9e | 10e | 11e | 12e | 13e à 15e | 16e à 25e |
| Classement général | 125 | 85 | 70 | 60 | 50 | 40 | 35 | 30 | 25 | 20  | 15  | 10  | 5         | 3         |
| Par étapes         | 14  | 5  | 3  |    |    |    |    |    |    |     |     |     |           |           |
| Leader             | 3   |    |    |    |    |    |    |    |    |     |     |     |           |           |

| Classement | Classement | Classement | Classement | Classement | Classement | Classement |
| Pos        | Coureur    | Équipe     | Général    | Étape      | Leader     | Total      |
| ---------- | ---------- | ---------- | ---------- | ---------- | ---------- | ---------- |

## Évolution des classements
| Étape              | Vainqueur          | Classement général | Classement des sprints | Classement de la montagne | Classement des jeunes | Classement par équipes      |
| ------------------ | ------------------ | ------------------ | ---------------------- | ------------------------- | --------------------- | --------------------------- |
| 1                  | Yevgeniy Fedorov   | Yevgeniy Fedorov   | Yevgeniy Fedorov       | Yevgeniy Fedorov          | Yevgeniy Fedorov      | Vino-Astana Motors          |
| 2                  | Mulu Hailemichael  | Yevgeniy Fedorov   | Yevgeniy Fedorov       | Yevgeniy Fedorov          | Yevgeniy Fedorov      | Vino-Astana Motors          |
| 3                  | Jhonatan Restrepo  | Biniam Hailu       | Dawit Yemane           | Dawit Yemane              | Biniam Hailu          | Érythrée                    |
| 4                  | Natnael Tesfatsion | Natnael Tesfatsion | Dawit Yemane           | Carlos Oyarzún            | Natnael Tesfatsion    | Érythrée                    |
| 5                  | Jhonatan Restrepo  | Natnael Tesfatsion | Dawit Yemane           | Carlos Oyarzún            | Natnael Tesfatsion    | Érythrée                    |
| 6                  | Jhonatan Restrepo  | Natnael Tesfatsion | Dawit Yemane           | Carlos Oyarzún            | Natnael Tesfatsion    | Androni Giocattoli-Sidermec |
| 7                  | Jhonatan Restrepo  | Natnael Tesfatsion | Dawit Yemane           | Carlos Oyarzún            | Natnael Tesfatsion    | Androni Giocattoli-Sidermec |
| 8                  | José Manuel Díaz   | Natnael Tesfatsion | Dawit Yemane           | Rein Taaramäe             | Natnael Tesfatsion    | Androni Giocattoli-Sidermec |
| Classements finals | Classements finals | Natnael Tesfatsion | Dawit Yemane           | Rein Taaramäe             | Natnael Tesfatsion    | Androni Giocattoli-Sidermec |